# Dišeča vijolica
Dišeča vijolica (znanstveno ime Viola odorata) je trajnica iz družine vijoličevk.

## Opis
Dišeča vijolica zraste od 5 do 15 cm v višino. Iz korenike, ki se razteza nad tlemi, poganjajo dolge podzemne živice, ki se mestoma ukoreninjajo. Rastlina ima gladka stebelca, ki poganjajo v majhnih grmičkih. Listi so dolgi od 2 do 4 cm in srčaste oblike, z rastlino pa so povezani na dolgih, gladkih pecljih. Rob listov je žagasto nazobčan. Listi, ki poženejo kasneje iz živic, so večji in ledvičaste oblike.
Dišeča vijolica cveti dvakrat na leto. Njeni prvi cvetovi so vijolične barve in imajo močan vonj, a niso plodni. Drugi cvetovi so majhni in imajo skoraj povsem brezbarvne venčne liste. Ti cvetovi so plodni. Prvič rastlina cveti spomladi, od marca do maja, drugič pa v avgustu.

## Razširjenost in uporabnost
Domovina dišeče vijolice so gozdni obronki in travniki Evrope in Azije, od koder so rastlino kasneje zanesli tudi v Severno Ameriko in v Avstralijo.
Cvetovi se uporabljajo pri izdelavi parfumov, zdravilna pa je korenina rastline, ki vsebuje saponine in alkaloide. Ti pomagajo pri izkašljevanju in se uporabljajo za zdravljenje suhega kašlja. Nabiranje korenine poteka septembra in oktobra, uporablja pa se njen prevretek.